# Герсеванівське
Герсева́нівське —  село в Україні, у Лозівському районі Харківської області. Входить до складу Лозівської міської громади. Населення становить 81 особу.

## Географія
Село Герсеванівське розміщене на відстані 2 км від міста Лозова. На відстані 4 км розташоване Бритайське водосховище.
До села примикає 61 арсенал південного оперативного командування ЗСУ в/ч А0829.

## Історія
- 1927 — дата заснування.
- До 2018 року було у складі Лозівської міськради.